# Lukáš Démar
Lukáš Démar (* 23. September 1996) ist ein französisch-tschechischer Volleyballspieler.

## Karriere
Lukáš Démar ist der Sohn des Volleyballspielers und Trainers Martin Démar. Er begann seine Karriere bei Nantes Rezé Métropole Volley. 2017 wechselte der Außenangreifer zu Nice Volley-Ball und in der Saison 2018/19 spielte er bei Cambrai Volley. 2019 wurde er vom deutschen Bundesligisten Volleyball Bisons Bühl verpflichtet. 2020 ging Démar nach Tschechien zu Aero Odolena Voda.